# Carlos Kluwe
Carlos Antônio Kluwe (Bagé, 3 de janeiro de 1890 — Bagé, 16 de setembro de 1966) foi um futebolista e político brasileiro.

## Carreira
Carlos Kluwe chegou a Porto Alegre no final da 1ª década do século XX, para estudar medicina. Jogou futebol somente em um clube: o Internacional. Estreou no Colorado no dia 7 de setembro de 1909, em um empate sem gols contra o Militar FBC.
Kluwe era grandalhão (media 1,90 m), chutava a gol de qualquer distância, com o pé direito ou esquerdo. De personalidade forte, logo se tornou um líder, dentro e fora do campo. Muitos consideram Kluwe o responsável por imprimir no Internacional um espírito guerreiro e vencedor. Com Kluwe, o Inter conseguiu suas primeiras conquistas: campeão municipal em 1913, 1914 e 1915.
Em 1916, já formado em medicina, abandonou o futebol com apenas 26 anos. Apenas uma frustração o acompanhava: não ter vencido o Grenal, pois o Grêmio abandonara a Liga Porto-Alegrense de Futebol em 1913 e disputara um campeonato à parte em 1914 e 1915. Mesmo assim, continuou ligado ao Internacional, tornando-se diretor de futebol.
Em julho de 1919, um grupo de senhoritas coloradas fez um abaixo-assinado pedindo que o ex-jogador atuasse em um Grenal, disputado na Chácara dos Eucaliptos. Apesar de ter ficado afastado por 4 anos, Carlos Kluwe decidiu jogar, e marcou o primeiro gol da vitória colorada por 2–0. Era a sua vitória em um clássico. Kluwe acabou jogando o resto da temporada e também em 1920, quando novamente foi campeão.
Mais tarde, Carlos Kluwe retornaria a sua cidade natal, onde se tornou um médico de renome. Foi prefeito de Bagé entre 1948 e 1951. Na cidade, existe desde 1954 uma escola com o seu nome: a Escola Estadual de Ensino Médio Dr. Carlos Antônio Kluwe , além da rua Carlos Kluwe, no bairro Vila Kennedy.

## Títulos
Internacional
- Campeonato Citadino de Porto Alegre: 1913, 1914, 1915 e 1920